# Crocetta del Montello
Crocetta del Montello (Crozeta in veneto) è un comune italiano di 6 086 abitanti della provincia di Treviso in Veneto.

## Origini del nome
Il toponimo Crocetta indicherebbe un incrocio fra strade attorno al quale si sarebbe sviluppata la località.

## Storia

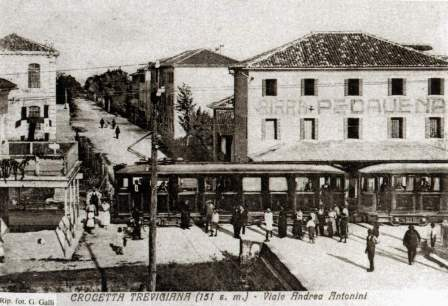
Crocetta - stazione tram

La nascita di Crocetta è recente e in origine rappresentava una modesta località di campagna dipendente da Nogarè. Quando Ciano e Nogarè andarono a formare un comune autonomo (1902), si scelse di porre la sede comunale proprio alla Crocetta, a metà strada fra le due frazioni; attorno al municipio finì per svilupparsi l'odierna cittadina.
Durante la seconda guerra mondiale la zona fu caratterizzata da un'attiva presenza partigiana. Il 26 agosto 1944 i tedeschi bruciarono per rappresaglia un'osteria del paese e poco lontano fucilarono sei partigiani prelevati dal carcere di Montebelluna. Quattro giorni più tardi, nel corso di un rastrellamento nella frazione di Ciano, i nazisti catturarono ed impiccarono due civili.
A Crocetta del Montello ebbe sede la Corte dei Conti della Repubblica Sociale Italiana, presidiata dalla Xª Flottiglia MAS. Il 2 gennaio 1945 proprio i militi di questo reparto, dopo una serie di torture e sevizie, fucilarono presso il cimitero di Ciano cinque partigiani.

### Simboli
Lo stemma e il gonfalone sono stati concessi con D.P.R. 26 aprile 1983.
Il gonfalone è un drappo partito di rosso e di azzurro.

## Monumenti e luoghi d'interesse

### Ville venete
- Villa Ancilotto: nel 1965 il Comune di Crocetta del Montello acquistava i beni del complesso di Villa Ancilotto. Oggi la filanda ospita la scuola primaria e secondaria di primo grado, mentre la vecchia residenza della famiglia ospita al piano terra la biblioteca comunale, al secondo il Museo Civico “la Terra e l’Uomo” e al piano nobile troviamo le mostre temporanee.[12]
- Villa Pontello: Il complesso di Villa Pontello comprende l'edificazione di matrice ottocentesca e il parco. Dagli anni '20 del XX secolo, la struttura è stata adibita a orfanotrofio femminile. Dal 1979 è invece diventato museo della Grande Guerra. Oltre al corpo principale della villa, vi è la barchessa, posta in aderenza, leggermente arretrata, un edificio pertinenziale staccato e il parco di 14.000 m². [13]
- Villa Sandi: Villa in stile palladiano che si inserisce perfettamente all’interno del paesaggio, creando una piacevole armonia tra architettura e natura. Come nella tradizione secolare delle ville venete, anche Villa Sandi nasce non soltanto come luogo di diletto per le famiglie nobili, ma si sviluppa come una vera e propria azienda agricola. Ancora oggi conserva parte delle sue antiche origini e ospita l’omonimo azienda vinicola.

## Società

### Evoluzione demografica
Abitanti censiti

### Etnie e minoranze straniere
Al 31 dicembre 2023 gli stranieri residenti nel comune erano 672, ovvero il 11,2% della popolazione. Di seguito sono riportati i gruppi più consistenti:
1. Albania: 130
2. Marocco: 116
3. Cina: 97
4. Romania: 95
5. Macedonia del Nord: 49
6. Brasile: 45
7. Ucraina: 39

## Cultura
Crocetta del Montello dispone di un museo civico di notevole interesse, in cui sono conservati un corno preistorico di Mammut e un piccolo scheletro di dinosauro, oltre a molti altri reperti archeologici.
Il museo è stato aperto al pubblico nel 1978 con il contributo di numerosi studiosi di archeologia, tra cui il prof. Giuliano Palmieri, docente di Greco e Latino al Liceo ginnasio statale  Antonio Canova di Treviso fino ai primi anni 2000..

## Economia
Nel giro di una ventina d'anni, dal 1965 al 1985, grazie all'intraprendenza ed all'intelligenza di molti imprenditori, circa un centinaio di aziende artigianali ed industriali, anche di dimensione medio-grande, si sono inserite nel tessuto produttivo del Comune, alcune delle quali molto significative: una decina di calzaturifici, quattro-cinque aziende meccaniche, quattro di confezioni, tre aziende vinicole, ed altre nel settore conserviero e nel settore dei macchinari industriali.
Oggi l'economia di Crocetta si basa su una rete di agricoltura familiare, piccole industrie e servizi. Nella zona si producono ghiaia e calcare. Il paese beneficia indirettamente anche della produzione vinicola delle vicine colline, in particolare del Prosecco di Valdobbiadene.

## Infrastrutture e trasporti
Posta lungo la via Erizzo, dal 1913 al 1931 Crocetta del Montello fu servita da una stazione della Tranvia Montebelluna-Valdobbiadene che, al tempo, rappresentò un importante strumento di sviluppo per l'economia della zona.
Successivamente viene collegata a Montebelluna e Treviso da diverse linee di autobus della MOM - Mobilità di Marca.

## Sport

### Impianti sportivi
Tra gli impianti sportivi va citatto il centro Sport Lab adiacente al polo scolastico, composto dalle scuole elementari, le medie, la palestra e il pattinodromo.

## Amministrazione

### Sindaci nominati dalCLN[22]
| Periodo   | Periodo   | Primo cittadino   | Partito | Carica  | Note |
| --------- | --------- | ----------------- | ------- | ------- | ---- |
| 30/4/1945 | 13/5/1946 | Albino Zuccolotto |         | Sindaco |      |
| 14/5/1945 | 29/3/1946 | Olivo Cescato     |         | Sindaco |      |

### Sindaci dal 1946
| Periodo          | Periodo          | Primo cittadino        | Partito              | Carica  | Note |
| ---------------- | ---------------- | ---------------------- | -------------------- | ------- | ---- |
| 30 marzo 1946    | 29 aprile 1948   | Filippo Garizzo        | -                    | Sindaco |      |
| 30 aprile 1948   | 8 giugno 1951    | Isidoro Bianchin       | -                    | Sindaco |      |
| 9 giugno 1951    | 18 novembre 1960 | Antonio Vanetti        | -                    | Sindaco |      |
| 19 novembre 1960 | 8 dicembre 1964  | Fernando Castagna      | -                    | Sindaco |      |
| 8 dicembre 1964  | 25 giugno 1970   | Sante Agostino Tonetto | Democrazia Cristiana | Sindaco |      |
| 26 giugno 1970   | 12 giugno 1985   | Sisinio Narduzzo       | Democrazia Cristiana | Sindaco |      |
| 13 giugno 1985   | 3 agosto 1990    | Claudio Bianchin       | Democrazia Cristiana | Sindaco |      |
| 4 agosto 1990    | 20 novembre 1994 | Sisinio Narduzzo       | Democrazia Cristiana | Sindaco |      |
| 21 novembre 1994 | 24 aprile 1995   | Claudio Bianchin       | Lista civica         | Sindaco |      |
| 24 aprile 1995   | 13 giugno 2004   | Giancarlo Fritz        | Lista civica         | Sindaco |      |
| 13 giugno 2004   | 25 maggio 2014   | Eugenio Mazzocato      | PdL - Lega Nord      | Sindaco |      |
| 25 maggio 2014   | 9 giugno 2024    | Marianella Tormena     | Lista "La Civica"    | Sindaco |      |
| 9 giugno 2024    | In carica        | Marianella Tormena     | Lista "La Civica"    | Sindaco |      |

### Altre informazioni amministrative
Il comune di Crocetta del Montello è stato costituito nel 1902 staccando le frazioni Ciano e Nogarè dal comune di Cornuda. Il primo sindaco è stato Lodovico Boschieri, eletto sindaco di Cornuda (TV) nel 1896, tra le file della Sinistra storica.
I contrasti tra gli abitanti di Ciano e Nogarè con quelli del capoluogo a causa della sede municipale troppo lontana dalle estreme frazioni, e l'importanza che va assumendo la località di Crocetta dove si è insediata una grande fabbrica, il Canapificio Veneto, inducono Lodovico a costituire un nuovo comune, Crocetta Trevigiana. Le frazioni di Ciano e Nogarè si staccano dal capoluogo Cornuda e si costituiscono comune autonomo il 1º giugno 1902 con il nome di Crocetta Trevigiana. Boschieri è il primo sindaco di questo nuovo comune e manterrà la carica fino alla data della sua morte improvvisa.
La denominazione del comune fino al 1928 era Crocetta Trevigiana e l'appellativo servì per distinguerlo dall'omonimo comune della provincia di Rovigo. Nel 1928 cambiò il predicato in "del Montello" in riferimento agli eventi della Grande Guerra.